# Pentekostalizm w Urugwaju
Pentekostalizm w Urugwaju – ruch zielonoświątkowy w Urugwaju, będący drugim nurtem religijnym i stanowi ponad 5% populacji. Ruch zielonoświątkowy pojawił się w Urugwaju w roku 1935, w porównaniu z innymi krajami latynoskimi procent zielonoświątkowców w populacji jest niewielki.

## Historia
Wśród krajów Ameryki Południowej w Urugwaju zielonoświątkowcy przez długi czas stanowili najniższy procent populacji. Powodem jest długa tradycja sekularyzacji w tym kraju.
Na tle innych krajów latynoskich pentekostalizm dotarł do Urugwaju stosunkowo późno, dopiero w roku 1935. Związane to było z przybyciem Amerykanów z denominacji Church of God. Szwedzka misja przybyła w 1938 roku. Po roku 1980 było już około 70 zielonoświątkowych denominacji, a liczba zielonoświątkowców przekroczyła liczbę tradycyjnych protestantów.
W roku 1986 brazylijska denominacja Deus é Amor (Bóg jest Miłością) założyła swój pierwszy zbór w Montevideo. W 1991 roku było już 59 zborów tej denominacji w Montevideo, a także w innych częściach kraju. Ten rozwój wskazuje na słabość wcześniejszych przedsięwzięć ewangelizacyjnych urugwajskich zielonoświątkowców.
Niedługo potem pojawiły się argentyńskie kościoły neo-pentekostalne. Wywiązała się rywalizacja pomiędzy argentyńskimi kościołami neo-pentekostalnymi a brazylijskimi. Rywalizacja sprawiła, że ruchem zielonoświątkowym zainteresowały się media, przez co ruch zielonoświątkowy stał się bardziej zauważalny w społeczeństwie urugwajskim.

## Statystyki
Według spisu ludności z 1908 roku, 61,2% populacji zadeklarowało, że są katolikami; 37,2% określiło siebie jako ateistów, agnostyków albo ewolucjonistów, a tylko 1,6% określiło siebie mianem protestantów. Według spisu z roku 1980 katolicy stanowili 59,5% populacji, protestanci 1,9%, a Żydzi 1,7%. 35% zadeklarowało brak przynależności religijnej. W roku 2006 katolicy stanowili 47%, protestanci stanowili 11,1%, przedstawiciele innych religii stanowili 1,3%, a 40,5% społeczeństwa deklarowało brak przynależności religijnej, albo odmówiło udzielenia odpowiedzi .
W roku 2019 udział procentowy katolików spadł do 38% (5% to praktykujący katolicy), protestantów wzrósł do ok. 15%, z czego 75% mieli stanowić zielonoświątkowcy i neo-zielonoświątkowcy .
Zielonoświątkowe denominacje (rok 2006) :
- Asambleas de Dios – 7,5 tysiąca wiernych, 94 zborów
- Mision Vida – 7 tysięcy wiernych, 94 zborów
- Tabernaculo Cristo es la Respuesta – 7 tysięcy wiernych, 47 zborów
- Iglesia de Dios – 5,2 tysiące wiernych, 598 zborów
- Assambleas de Dios – 4 tysiące wiernych, 461 zborów
- Iglesia del Nazareno – 4 tysiące wiernych, 86 zborów